# نسل خاموش
نسل خاموش نامی است که به نسلی از آمریکایی‌ها که در فاصلهٔ سال‌های ۱۹۲۵ و ۱۹۴۲ زاده شده‌اند، داده‌اند. این سال‌ها با وقایع تلخی همچون رکود بزرگ (۱۹۳۹–۱۹۲۹) و جنگ جهانی دوم (۱۹۴۵–۱۹۳۹) مصادف است. درحالی‌که این عنوان اصولاً برای مردمان ساکن آمریکای شمالی به کار می‌رود، می‌توان آن را برای ساکنان اروپای غربی، استرالزی، و آمریکای جنوبی نیز استفاده کرد. نسل خاموش شامل بیشتر کسانی است که در جنگ کره جنگیده‌اند.

## ویژگی‌ها
نسل خاموش به وظیفه اعتقاد بیشتری دارد. نسل خاموش به تبعیت کردن باورمند می‌باشند و همیشه آماده فداکاری هستند. آن‌ها مایل صرفه‌جوئی‌اند و این گرایش آن‌ها لزوماً به مسائل اقتصادی مربوط نمی‌شود. بلکه نظام ارزشی آن‌ها این‌گونه ساخته شده‌است. این نسل به رسمی بودن توجه بالایی دارد.

## اعضای معروف نسل خاموش
- الویس پریسلی
- میک جگر
- کیت ریچاردز
- برایان جونز
- چارلی واتس
- جان لنون
- پل مک‌کارتنی
- جورج هریسون
- رینگو استار
- جیمز براون
- باب دیلن
- پیتر، پل و مری
- جرج کارلین
- پت بوچانان
- مایکل سویج
- ری چارلز
- چاک بری
- نوآم چامسکی
- ریچارد داوکینز
- جیمز دین
- مایکل دوکاکیس
- کلینت ایستوود
- ماروین گای
- هیو هفنر
- جیمی هندریکس
- جسی جکسون
- کوئینسی جونز
- رابرت اف. کندی
- بی.بی. کینگ
- فردی کینگ
- مارتین لوتر کینگ جونیور
- مریلین مونرو
- جو پاترنو
- ران پال
- لیتل ریچارد
- گلوریا استینم
- تینا ترنر
- فرانک زاپا
- هریسون فورد
- نیوت گینگریچ
- برادران اسموترز
- برایان ویلسون
- نیل آرمسترانگ
- باز آلدرین
- پیت کنراد
- آلن بین
- ادگار میچل
- دیوید اسکات
- جیمز بنسن اروین
- جان یانگ
- چارلز دوک
- یوجین کرنان
- هریسون اشمیت
- فرانک بورمن
- جیم لاول
- ویلیام آندرس
- تامس پی. استافورد
- مایکل کالینز
- ریچارد اف. گوردون جونیور
- جک سویگرت
- فرد هیس
- استوارت روزا
- آلفرد وردن
- کن متینگلی
- رونالد اوانز
- جان مک‌کین
- گریس کلی
- آدری هپبورن
- چوی چیس
- جان هانتر
- بارت استار
- ویلت چمبرلین
- بیل راسل
- مایک دیتکا
- دیک چینی
- باربارا والترز
- جوی بهار
- رابرت واگنر
- جین منسفیلد
- جوآن ون آرک
- ژاکلین کندی
- جان کیگان
- ریک رسکورلا
- ادوارد کندی
- بادی هالی
- الیزابت تیلور
- پله